# Rita Rabassini
Rita Rabassini (San Paolo, 17 dicembre 1960) è una scenografa italiana.

## Biografia
Dal 1984 al 1987 è stata sposata con l'attore Diego Abatantuono, con cui ha avuto una figlia. 
Attualmente è la compagna del regista Gabriele Salvatores, con cui collabora anche professionalmente.
Nel 2013 ha ricevuto una nomination al David di Donatello quale miglior scenografa. È stata in nomination al Nastro d'argento alla migliore scenografia nel 2010 e nel 2013.

## Filmografia

### Scenografa
- Sud, regia di Gabriele Salvatores (1993)
- Denti, regia di Gabriele Salvatores (2000)
- Amnèsia, regia di Gabriele Salvatores (2002)
- Quo vadis, baby?, regia di Gabriele Salvatores (2005)
- Eccezzziunale veramente - Capitolo secondo... me, regia di Carlo Vanzina (2006)
- Olé, regia di Carlo Vanzina (2006)
- Come Dio comanda, regia di Gabriele Salvatores (2009)
- Happy Family, regia di Gabriele Salvatores (2010)
- Educazione siberiana, regia di Gabriele Salvatores (2013)
- Il ragazzo invisibile - Seconda generazione, regia di Gabriele Salvatores (2018)
- Tutto il mio folle amore, regia di Gabriele Salvatores (2019)
- Il ritorno di Casanova, regia di Gabriele Salvatores (2023)